# Караханиди
Караханидите са тюркска династия, управлявала в Централна Азия между 840 и 1212. Името ѝ идва от Карахан („Черен хан“), прозвище на Идат Шад, воювал през 681 срещу Китай.

## Ранна история
Караханидите произлизат от карлуките, които през 8 век влизат в състава на Уйгурския хаганат, а по-късно се заселват в Кашгария. През 840 те се отделят от уйгурите и през 850 техен пръв владетел става Кюл Билге Карахан.
Следвайки древните тюркски традиции, държавата на Караханидите представлява дуалистично ханство, в което на изток управлява главният хан, а на запад второстепенен хан. В рамките на държавата на Караханидите влизат множество тюркски народности, сред които басмили, тюргеши, табгачи и други.
През 920 Караханидите, водени от Сатук Бугра, приемат исляма, а през 992 при Харун I превземат Бухара и Самарканд. При неговите наследници Караханидите завладяват цяла Трансоксиана. Напредването им в Хорасан е спряно от Газневидите, друга тюркска династия. След победата на селджуците над Газневидите през 1040 те се превръщат в главния съперник на Караханидите.
През 1041 държавата на Караханидите окончателно се разделя на две части – западно ханство в Трансоксиана и източно ханство в Кашгария.

## Западна държава
Западната държава на Караханидите със столица в Бухара (от 1042 – Самарканд) достига своя разцвет при управлението на Ибрахим I (1038 – 1067) и Насър II (1067 – 1080). Под тяхно управление се установява политическа стабилност и богатите градове на Трансоксиана процъфтяват от търговията по Пътя на коприната.
Периодът на разцвет завършва през 1089, когато Ахмед I претърпява тежко поражение от селджуците, които превземат Бухара и Самарканд. Ахмед I е принуден да признае властта им, а неговите наследници изцяло зависят от тяхната воля. Въпреки това те развиват активна строителна дейност, пример за която са джамията в Калиян и крепостта на Бухара, построени от Мохамед II (1102 – 1130).
През 1141 Караханидите в Трансоксиана са принудени да признаят властта на каракитаните, а от 1180 – тази на Хорезмия. През 1212 хорезмшахът отстранява последния караханидски хан Улуг Султан Утман (1200 – 1212).

## Източна държава
Западното ханство също остава стабилно при Абу Чуджа Арслан (1032 – 1057) и Тугрил I (1057 – 1075). При наследника му Харун II (1075 – 1102) и западното ханство признава върховенството на селджуците, въпреки че тук властта им е чисто номинална. По това време столицата Баласагун се превръща в център на тюркско-мюсюлманската култура. Сред книгите, писани там са трактатът за управлението „Кутадгу Билиг“ на Юсуф Хас Хаджиб и енциклопедията „Диван лугат ат-Тюрк“ („Сборник на тюркските езици“) на Махмуд от Кашгар.
Упадъкът на източната държава на Караханидите започва през 1128, когато каракитаните са извикани в страната на помощ срещу разбунтували се номади. Не след дълго те побеждават и Караханидите и завземат големи части от страната. Държавата на Караханидите се ограничава до околностите на Кашгар, откъдето те са прогонени през 1211 от хорезмшаха.
|  | Тази страница частично или изцяло представлява превод на страницата Qarakhanides в Уикипедия на френски. Оригиналният текст, както и този превод, са защитени от Лиценза „Криейтив Комънс – Признание – Споделяне на споделеното“, а за съдържание, създадено преди юни 2009 година – от Лиценза за свободна документация на ГНУ. Прегледайте историята на редакциите на оригиналната страница, както и на преводната страница, за да видите списъка на съавторите. ВАЖНО: Този шаблон се отнася единствено до авторските права върху съдържанието на статията. Добавянето му не отменя изискването да се посочват конкретни източници на твърденията, които да бъдат благонадеждни. |